# Посольство України в Японії
Посо́льство Украї́ни в Япо́нії (яп. 在日ウクライナ大使館, ざいにちうくらいなたいしかん, МФА: [d͡zai̯nit͡ɕi ukuɾa.ina tai̯ɕi̥kaɴ]) — офіційне представництво України в Японській Державі. Розташоване в престижному районі Мінато метрополії Токіо, де розміщені посольства　більшості іноземних держав у Японії. Зареєстроване у вересні 1994 року. Відкрилося 23 березня 1995 року за участю міністра закордонних справ України Геннадія Удовенка під час офіційного візиту Президента України Леоніда Кучми до Японії. Очолюється Надзвичайним і Повноважним послом.

## Історія
Японія визнала незалежність України 28 грудня 1991 року та встановила дипломатичні відносини з нею 26 січня 1992 року. 20 січня 1993 року в Україні відкрилося посольство Японії. Протягом 12 червня 1992 — 19 січня 1993 року послом Японії в Україні за сумісництвом був призначений Посол Японії в РФ Едамура Суміо. У вересні 1994 року відбулася реєстрація посольства України в Японії, офіційне відкриття якого відбулося 23 березня 1995 року.

## Посли
Надзвичайні й Повноважні посли України в Японії
1. Михайло Дашкевич (січень 1995 — жовтень 1999)
2. Юрій Костенко (березень 2001 — травень 2006)
3. Володимир Макуха (червень 2006 — серпень 2006)
4. Микола Кулінич (вересень 2006 — січень 2013)
5. Ігор Харченко (січень 2013 — квітень 2020)[3]
6. Сергій Корсунський (14 квітня 2020 — 21 грудня 2024)[4][5]
7. Юрій Лутовінов (з 21 липня 2025)[6]